# Metcalfa pruinosa

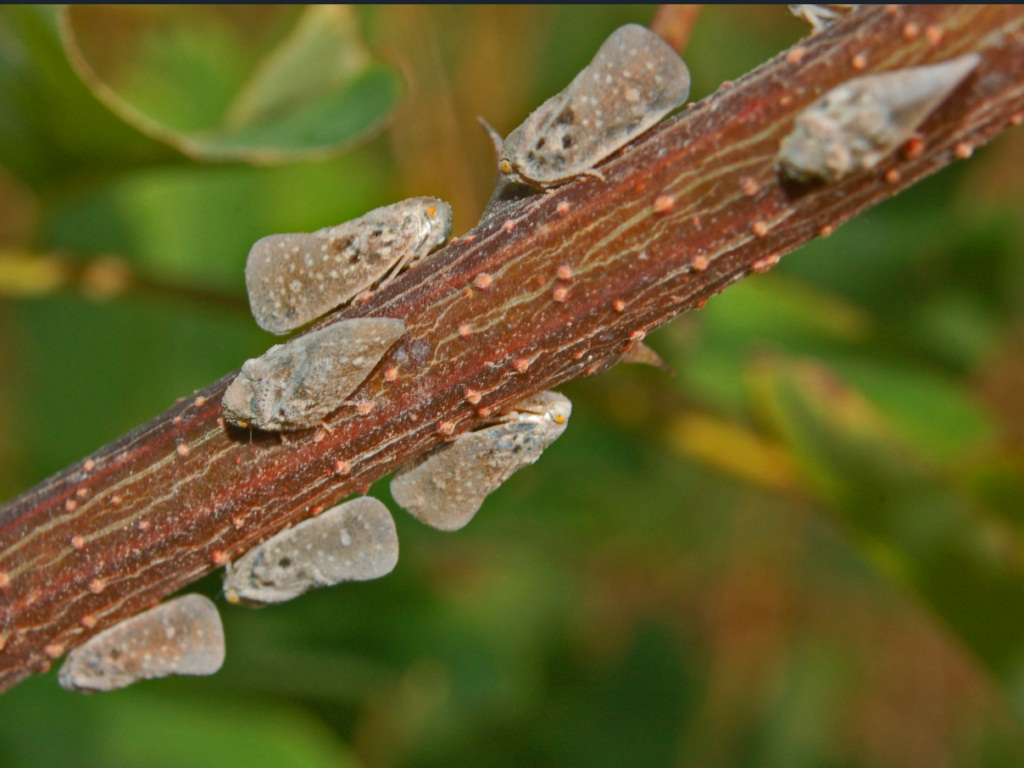
Vuxen.
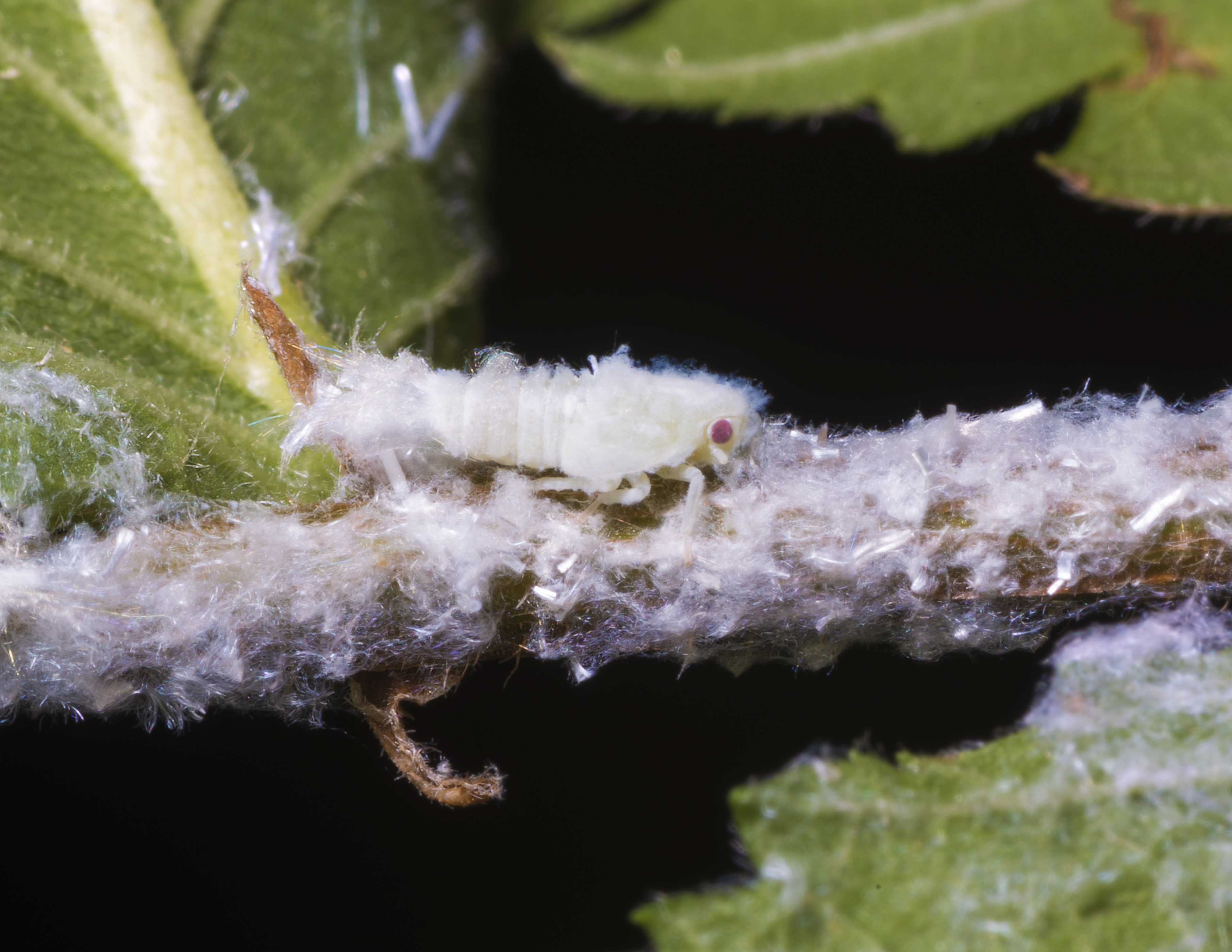
Larv.

Metcalfa pruinosa är en insektsart som först beskrevs av Thomas Say 1830.  Metcalfa pruinosa ingår i släktet Metcalfa och familjen Flatidae.
Artens utbredningsområde är Frankrike. Utöver nominatformen finns också underarten M. p. cubana.

## Bildgalleri

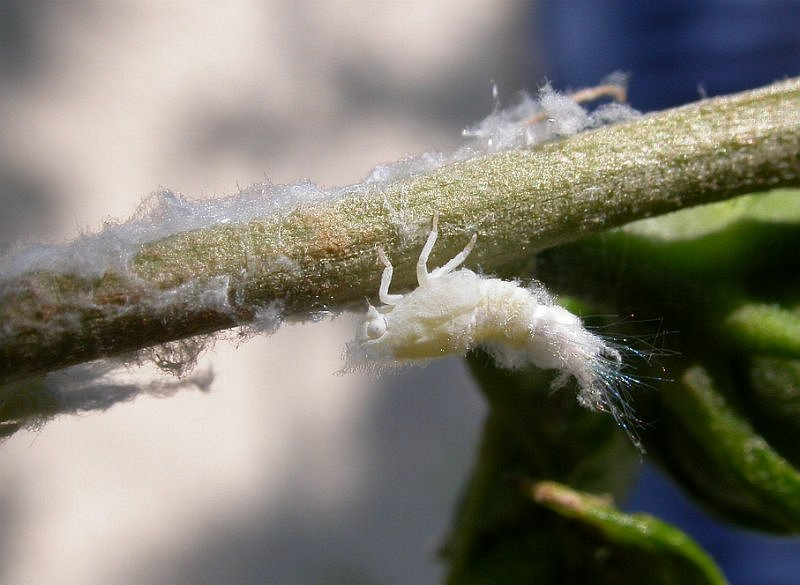